# Adolf Friedrich Lorenz
Adolf Friedrich Lorenz (* 2. Mai 1884 in Rostock; † 13. Juni 1962 in Schwerin) war ein deutscher Architekt und Denkmalpfleger.

## Leben
Adolf Friedrich Lorenz war ein Sohn des Rostocker Kaufmanns und Unternehmers Carl Lorenz. 1901 legte er das Abitur ab und begann ein Studium der Mathematik an der Universität Rostock, später Hochbau an der Technischen Hochschule Dresden, an der Technischen Hochschule Braunschweig und an der Technischen Hochschule München. Mit Auszeichnung legte er am 22. Mai 1908 die Diplom-Hauptprüfung an der Technischen Hochschule Braunschweig ab.
Lorenz absolvierte ein Referendariat (als Regierungsbauführer) und, anschließend an das 2. Staatsexamen, ein Assessorat (als Regierungsbaumeister); während dieser Jahre arbeitete er in Lübz, Güstrow und Ludwigslust. Ab 1924 arbeitete er als Oberbau- und Regierungsrat in Schwerin. Er wurde 1935 zum Wortführer eines Teils der Rostocker Bevölkerung, der gegen Pläne des NS-Architekten Erich zu Putlitz protestierte, die Rostocker Altstadt radikal umzugestalten und die Straßen zu begradigen und zu verbreitern. Seine große Arbeitsbegeisterung, verbunden mit einer ausgesprochenen Feinfühligkeit und einem fundierten Fachwissen, waren die Voraussetzungen für die beachtlichen Ergebnisse, die Adolf Friedrich Lorenz sowohl auf dem Gebiet der städtebaulichen Denkmalpflege als auch auf dem der Bewahrung und Restaurierung bedeutender oder auch bescheidenerer Baudenkmale und ihrer baukünstlerischen Details erzielte.
Von 1937 bis 1946 arbeitete Adolf Friedrich Lorenz als Ministerialrat im Rechnungshof des Deutschen Reiches in Potsdam.
Nach dem Ende des Zweiten Weltkriegs übernahm er im Oktober 1946 in Schwerin die Leitung der Bauverwaltung der Mecklenburgischen Landeskirche im Oberkirchenrat bis zu seinem Eintritt in den Ruhestand 1951. Während seiner Tätigkeit setzte er sich in enger Zusammenarbeit mit dem am 1. Januar 1946 neu gebildeten Landesamt für Denkmalpflege unter Landbaurat a. D. Paul Viering intensiv für die Erhaltung der Reste und für den Wiederaufbau der im Krieg zerstörten Kirchen in Rostock, Wismar und Neubrandenburg ein. Gleichzeitig leitet er schon Maßnahmen und die Planung für deren späteren Wiederaufbau ein.
Von 1946 bis 1953 war Lorenz Bezirkskonservator und Gutachter für denkmalpflegerische Maßnahmen beim Stadtbauamt Rostock. Lorenz war an der Erstellung von Wiederaufbauplänen für die Rostocker Innenstadt beteiligt und gab wertvolle Anregungen, auch für den Wiederaufbau und die Gestaltung des Neuen Marktes (damals Ernst-Thälmann-Platz).
1954 erhielt Lorenz einen Lehrauftrag für das Fach Theorie der Denkmalpflege und Museumskunde an der Philosophischen Fakultät der Universität Rostock. Er war auch Mitarbeiter im Institut für Kunstgeschichte der Universität. Seine Arbeit an der Mecklenburgischen Burgenforschung konnte er nicht mehr zum Abschluss bringen.
Bekannt wurde Lorenz für seine zahlreichen Arbeiten zur Baugeschichte von Kirchen in Mecklenburg, wie z. B. der Rostocker Marienkirche, des Klosters Doberan, des Schweriner Doms oder des Güstrower Doms. Insgesamt veröffentlichte er über 50 wissenschaftliche Beiträge.
Sein Nachlass befindet sich im Landeshauptarchiv Schwerin, darunter 2416 Baupläne von Schlössern, Klöstern, Kirchen, Baudenkmälern und Häusern, außerdem 198 Zeichnungen, 44 Fotos und 48 Akten. Weitere Teile seines Nachlasses finden sich im Landeskirchlichen Archiv und im Landesamt für Denkmalpflege. Das Grab von Adolf Friedrich Lorenz liegt auf dem Alten Friedhof Schwerin.

## Schriften
- 1914 Die alte bürgerliche Baukunst in Rostock
- 1954 Die Marienkirche in Rostock (= Das christliche Denkmal 6, Digitalisat)
- 1954 Der Dom zu Schwerin (= Das christliche Denkmal 9, Digitalisat)
- 1955 Der Dom zu Güstrow (= Das christliche Denkmal 17)
- 1955 Die St. Georgenkirche zu Wismar (= Das christliche Denkmal 15, Digitalisat)
- 1955 Das Zisterzienserkloster Doberan (= Das christliche Denkmal 12, Digitalisat der 5. Auflage 1963)
- 1958 Doberan, ein Denkmal norddeutscher Backsteingotik

## Archivalien
- Landeshauptarchiv Schwerin
  - LHAS 5.12-5/1 Ministerium der Finanzen. II. Hochbau, A. Allgemeine Verwaltung, B. Bauwesen.
  - LHAS Nachlass Adolf Friedrich Lorenz.